# Nguyễn Tấn Dũng
Nguyễn Tấn Dũng (Cà Mau, 17 de novembre de 1949) és un polític vietnamita, Primer Ministre del Vietnam des del 2006 fins a 2016. Fou ratificat en el càrrec el 27 de juny de 2006 per l'Assemblea Nacional, havent estat nominat pel seu predecessor, Phan Văn Khải, que es retirà com a cap de govern. Fou considerat com el tercer líder més important en l'escala del partit després del president Trương Tấn Sang i el ministre de defensa Phung Quang Thanh.

## Biografia
Va néixer el 17 de novembre de 1949 a Cà Mau, a l'Estat del Vietnam. El dia del seu 12è aniversari ingressà com a jove voluntari al braç armat del Front d'Alliberament Nacional del Vietnam del Sud, posteriorment part de l'Exèrcit del Poble del Vietnam, fent tasques de comunicació i primers auxilis. Fou ferit en quatre ocasions durant la Guerra del Vietnam, i fou classificat com a ferit de guerra en el nivell 2/4. Es graduà en Dret en acabar la guerra.
Fou admès al Partit Comunista del Vietnam el 10 de juny de 1967, llavors es feia de l'exèrcit com a lluitador de ple dret i s'elegia posteriorment un membre del Partit Politburo al Vuitè, Novè i Desens Congressos de Partit Nacionals. Prèviament, serví com a Primer Suplent del Primer Ministre des del 29 de setembre de 1997. Fou també Governador del Banc Estatal del Vietnam entre 1998 i 1999.
És el primer alt càrrec comunista del Vietnam nascut després de la Revolució d'Agost de 1945 i el Primer Ministre vietnamita més jove (amb 57 anys). És natiu del sud del país i romangué en aquesta regió durant la Guerra del Vietnam.
Fou rescollit en el càrrec pel Partit Comunista del Vietnam el 25 de juliol de 2007.
Deixà el càrrec el 2016, essent succeït per Nguyễn Xuân Phúc.